# Damaszkusz
Damaszkusz (arabul Dimask, teljes nevén Dimask as-Sám, röviden Dimask vagy Sám, törökül Şam, régi, ma már nem használatos magyaros elnevezése Dömöck) Szíria fővárosa és legnépesebb városa. Feltehetőleg a világ legrégebb óta folyamatosan lakott városa. Lakosságát 4,5 millió főre becsülik. A város maga az ország 14 kormányzóságainak egyike, továbbá Ríf Dimask kormányzóság székhelye. A Damaszkuszi Kormányzóságot a belügyminiszter által kinevezett kormányzó vezeti. Az Economist Intelligence Unit évente közzétett "a világ legélhetőbb városai" rangsora szerint Damaszkusz 2021-ben a világ legkevésbé élhető városa.

## Földrajz
A város az Antilibanon hegység lábainál húzódó kiterjedt oázisban fekszik.

### Éghajlat
Damaszkuszban mediterrán éghajlat uralkodik. Az évi átlaghőmérséklet 16,7 °C. Júniusban a középhőmérséklet 25 °C, decemberben 6,5 °C. A csapadék mennyisége áprilisban 12 és 46 mm között mozog. Május és szeptember között egyáltalán nem vagy csak alig esik az eső.
| Hónap                                                            | Jan. | Feb. | Már. | Ápr. | Máj. | Jún. | Júl. | Aug. | Szep. | Okt. | Nov. | Dec. | Év   |
| ---------------------------------------------------------------- | ---- | ---- | ---- | ---- | ---- | ---- | ---- | ---- | ----- | ---- | ---- | ---- | ---- |
| Rekord max. hőmérséklet (°C)                                     | 21,0 | 30,0 | 28,0 | 35,0 | 38,0 | 39,0 | 42,0 | 45,0 | 39,0  | 34,0 | 30,0 | 21,0 | 45,0 |
| Átlagos max. hőmérséklet (°C)                                    | 12,6 | 14,8 | 18,9 | 24,5 | 29,7 | 34,2 | 36,5 | 36,2 | 33,4  | 28,0 | 20,3 | 14,2 | 25,3 |
| Átlagos min. hőmérséklet (°C)                                    | 0,4  | 1,3  | 3,7  | 7,0  | 10,5 | 14,2 | 16,9 | 16,5 | 13,0  | 8,9  | 4,0  | 1,3  | 8,2  |
| Rekord min. hőmérséklet (°C)                                     | −6,0 | −5,0 | −2,0 | −1,0 | 7,0  | 9,0  | 13,0 | 13,0 | 10,0  | 6,0  | −2,0 | −5,0 | −6,0 |
| Átl. csapadékmennyiség (mm)                                      | 28   | 22   | 17   | 8    | 3    | 1    | 0    | 0    | 0     | 7    | 21   | 26   | 133  |
| Havi napsütéses órák száma                                       | 164  | 182  | 226  | 249  | 322  | 357  | 365  | 353  | 306   | 266  | 207  | 164  | 3161 |
| Forrás: World Meteorological Organization, Hong Kong Observatory |      |      |      |      |      |      |      |      |       |      |      |      |      |

## Demográfia
A város népességének változása:
| Lakosok száma | 789 800 | 836 668 | 1 112 214 | 1 394 322 | 1 431 821 | 1 834 741 | 1 754 000 | 2 502 761 | 2 584 771 | 2 685 360 |
|               | 1960    | 1970    | 1981      | 1994      | 1998      | 2010      | 2011      | 2022      | 2023      | 2024      |

### Vallás

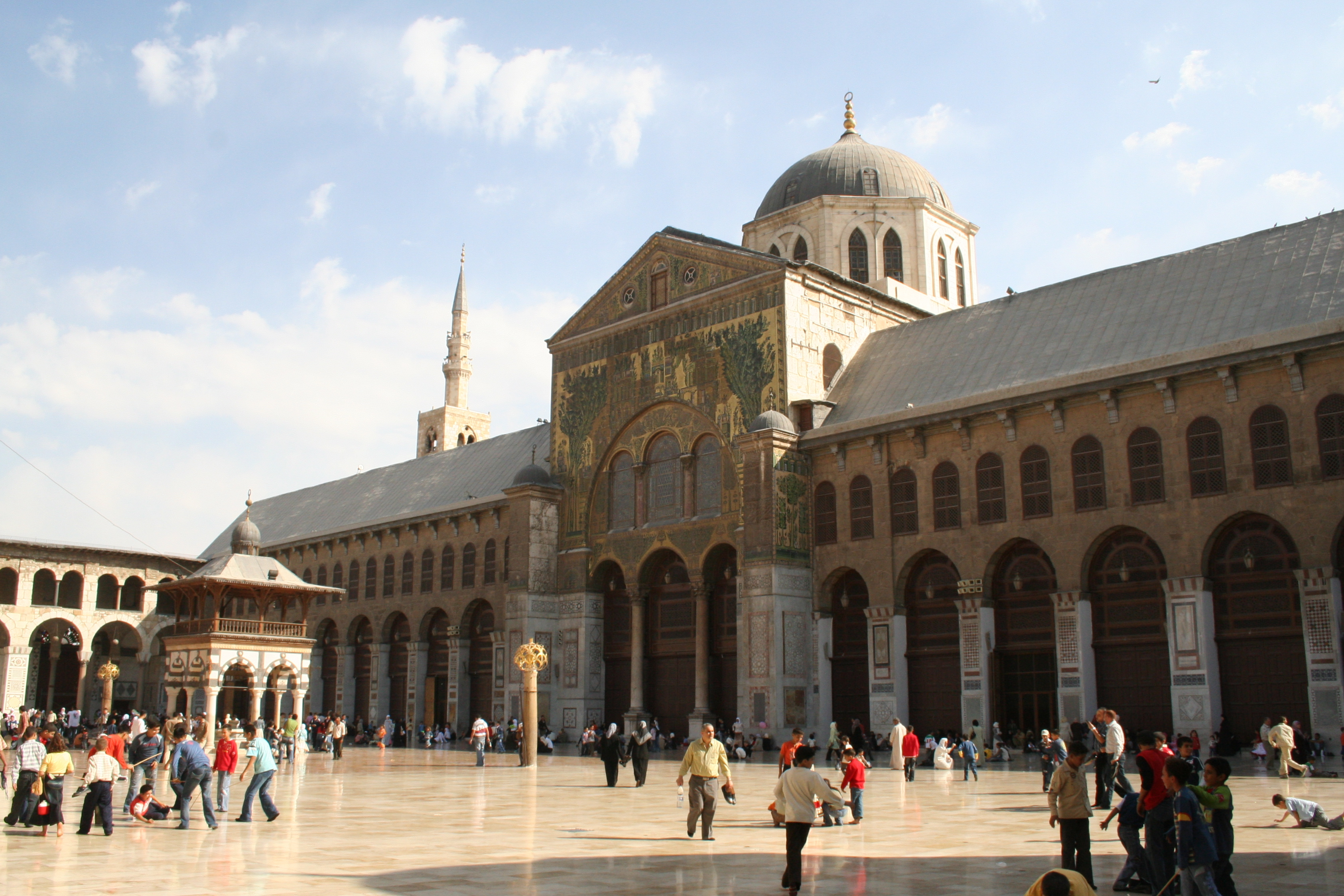
Az Omajád-mecset udvara

Vallási megoszlás a polgárháború előtt:
- 75%-a szunnita muszlim,
- 6%-a síita alavita,
- 4%-a egyéb síita,
- 15%-a keresztény (szír katolikus, görögkatolikus, római katolikus, örmény ortodox stb.)
- csekély zsidó kisebbség

## Története

### Ókor
Ásatások tanúsága szerint a település már i. e. 4000 körül lakott volt; hosszú ideig azonban nem volt jelentős. Az i. e. 2. évezred folyamán jelentős kereskedelmi központtá vált. Az i. e. 14. században hol Egyiptom, hol Mitanni felügyelete alatt állt, végül a hettita befolyás állandósult. Damaszkuszt először Halap kormányzója, majd Karkemis alkirálya igazgatta.
A hettita állam i. e. 12. századi bukása után az újhettita királyságok terjesztették ki rá hatalmukat, majd A 2-1. évezred fordulója környékétől kezdve (arameus vándorlás időszaka) fontos új állam központja, az Arám Damaszkoszé, más néven Dimask, vagy Sóba Aramú (Dimašq, Ṣôba Aramû). Asszíria déli és nyugati terjeszkedésének idején a dél-szíriai régió ellenállási gócát képezte, a védelmi koalíció (Hamát mellett) legerősebb tagja. A karkari csata idején i. e. 853-ban 1200 harci szekeret, 1200 lovas harcost és 10 000 gyalogost tudott kiállítani az asszír források szerint. Ez jelentős haderő. Az önálló Damaszkusznak végül Asszíria vetett véget.
Ismert preasszír uralkodói:
- Birjavaza, i. e. 14. század
- Rezón (a Bibliából)
- Heszjon (a Bibliából)
- I. Barhadad, i. e. 910 – 880 körül
- Hadad-Ezrá (vagy Hadad-Ezer, Adad-Idri, II. Barhadad, IM-idri, Bar Adad) i. e. 880 – 842
- Hazaél, i. e. 842 – 805 (796?)
- III. Barhadad, i. e. 796 – 792
- Hadianu, i. e. 792 – 755
- Rezin, i. e. 755 – 733

A várost Kr. e. 38-ban szerezték meg a rómaiak.
Az 1. században a város püspöki székhely lett rövid ideig. I. Theodosius a 4. században egy bazilikát emeltetett Keresztelő János tiszteletére.

### Középkor
636-ban a muszlim arabok meghódították a várost, és Damaszkusz a szíriai térség székhelye lett, melynek a Bizánci Birodalom elleni hadakozás volt a fő feladata. I. Muávija omajjád kalifa (661–680), aki korábban szíriai helytartó volt, a várost tette meg az Arab Birodalom fővárosává 661-ben. I. al-Valíd kalifa 705-ben a Szent János-bazilikát megvásárolta a keresztényektől és bizánci építészek segítségével átalakíttatta, létrehozva a híres Omajjád-mecsetet. Az omajjád kalifadinasztia kiirtásával 750-ben Bagdad lett a birodalom fővárosa, Damaszkusz visszaesett a tartományi székhely rangjára. A későbbiekben Damaszkusz a dél-szíriai vidék központja maradt (beleértve a mai Libanon jelentős részét is), függetlenül attól, hogy milyen uralom alatt állt.
Az Abbászidák hatalmának megrendülését követően Damaszkusz többnyire egyiptomi központú birodalmak részét képezte. 877-től 905-ig az egyiptomi Túlúnidák uralták, 931-től 969-ig (rövid kihagyással) az Ihsídidák birodalmának részét képezte, akiktől az őket megbuktató Fátimidák kezére került (969–1075). Az utolsó évekre a válságba süllyedt Fátimidák fennhatósága csak névleges volt, végül egy Atsziz ibn Auk nevű török hadvezér szerezte meg a várost (1075-1080), aki az újra megerősödő egyiptomiak ellen a Nagyszeldzsuk Szultánságtól kért segítséget. Tutus ibn Alp Arszlán, Maliksáh nagyszeldzsuk szultán fivére, aki korábban Észak-Szíriát is meghódította, bevonult a városba és megölette Atszizt. Tutus fivére halálakor keletre vonult, hogy magának követelje a nagyszultáni címet, és a harcok során elesett; Dél-Szíriát Dukák nevű fiára hagyta (1095–1104), aki mellett a Tugtakín nevű hadvezér gyakorolta a tényleges hatalmat. Dukák halálát követően Tugtakín rövid úton magának szerezte meg a hatalmat, megalapítva a Búridák dinasztiáját. A keresztesekkel aktív, gyakran szövetségi viszonyt ápoló damaszkuszi emírséget 1154-ben a dinamikusan terjeszkedő aleppói fejedelem, a zangida Núr ad-Dín Mahmúd olvasztotta birodalmába. Itteni uralmának állít emléket a síremlékének otthont adó madrasza, orvostörténeti múzeumként működő kórház illetve egy fürdő. A ma látható városfalak és védművek jelentős részét is ő építtette fel vagy át.
Núr ad-Dín halála után, 1174-ben rövidesen hajdani hadvezére, az Egyiptomot megszerző, ajjúbida Szaladin birtokába került. Szaladin uralkodása nagy részében Damaszkuszból irányította Felső-Mezopotámiától Egyiptomig húzódó birodalmát, 1193-as halálát követően pedig családjának különböző tagjai uralták Damaszkuszt szultáni címmel. 1260-ban a Hülegü vezette mongolok Szíria többi részével együtt elfoglalták a várost, felszámolva az ajjúbida uralmat, de még abban az évben vereséget szenvedtek az Egyiptomban berendezkedő mamlúkoktól, és kiürítették a térséget, ami így újra egyiptomi fennhatóság alá került. Damaszkusz 1516-ig a Mamlúk Birodalom része maradt, amikor is oszmán hódítók vonultak be a városba.

### 19-20. század

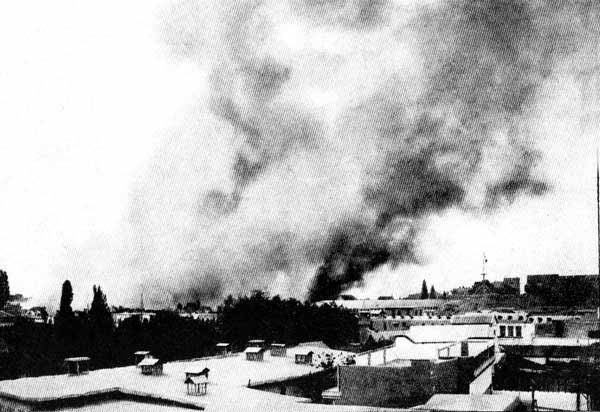
Francia légitámadás 1925. október 18-án

Damaszkusz az elkövetkező négyszáz évben az Oszmán Birodalmon belül is tartományi központ maradt. 1832–1840 között az önállósodni vágyó egyiptomi alkirály, Muhammad Ali pasa fennhatósága alá került. 1860-ban a libanoni válság kapcsán III. Napóleon francia csapatai szállták meg a várost rövid időre. 1918-ban brit csapatok vonultak be a városba, véget vetve az oszmán uralomnak. Tartva a nyugati gyarmatosítóktól, 1920-ban Damaszkuszban egy arab egységállam királyává kiáltották ki Fejszált, a világháború jeles arab hadvezérét, ám a nagyhatalmak a franciáknak juttatták a térséget, ők pedig rövid úton megszállták Szíriát.
1925-ben kitört a nagy szír felkelés a gyarmati uralom ellen, amely 1927-es leveréséig tartott. 1925. október 18–19-e során a franciák tüzérség és légierő bevetésével támadták a városban lévő felkelőket, porig égetve az óváros egyik negyedét, amit azóta al-Hariqa (tűzvész) néven ismernek. 1941. június 21-én a szövetséges szíriai–libanoni hadjárat 3. hetében a szabad francia és brit indiai erők elfoglalták a várost a Vichyhez hű erőktől. A franciák 1946-os kivonulása óta a független Szíria fővárosa.

### 21. század

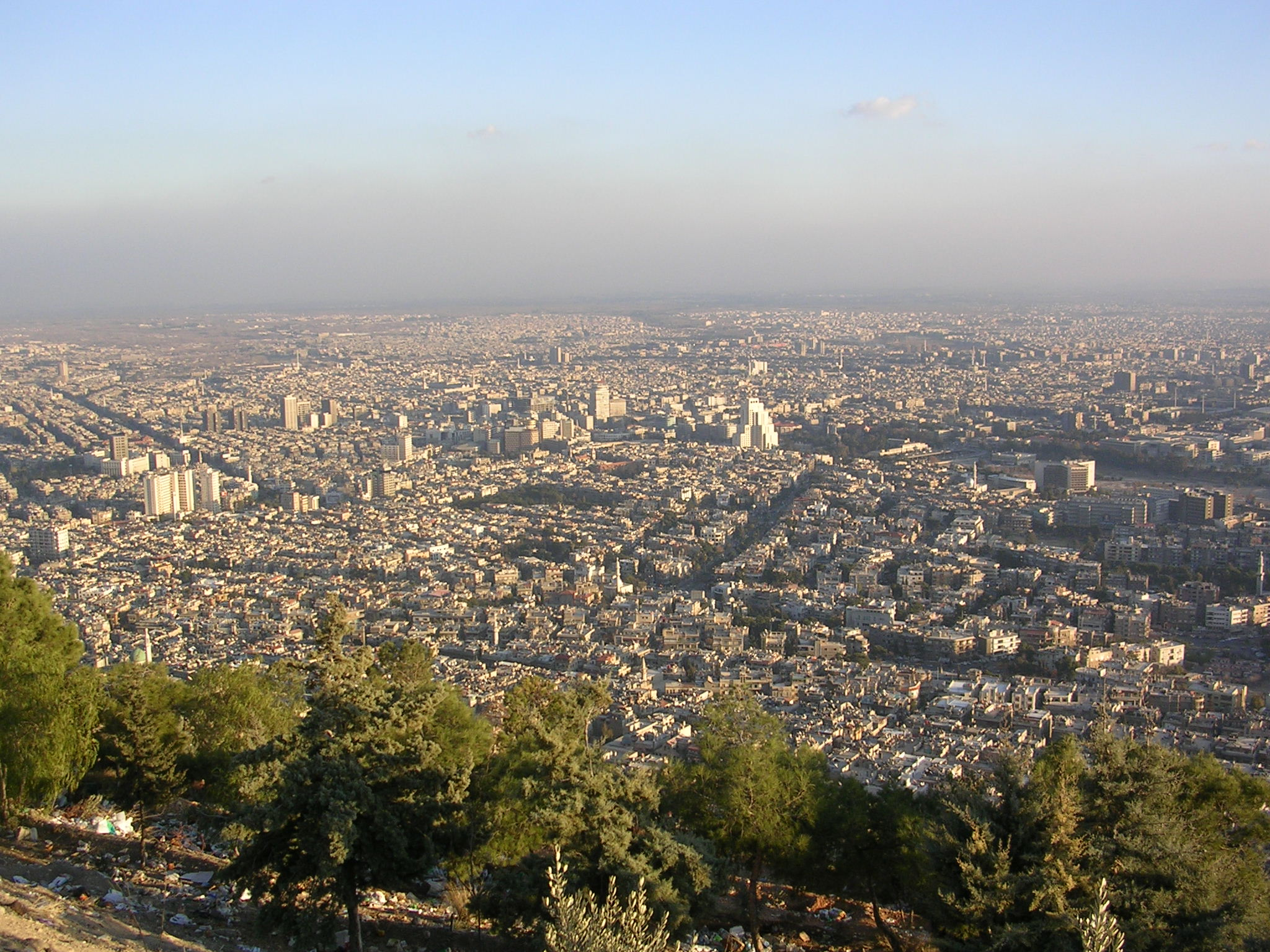
Damaszkusz

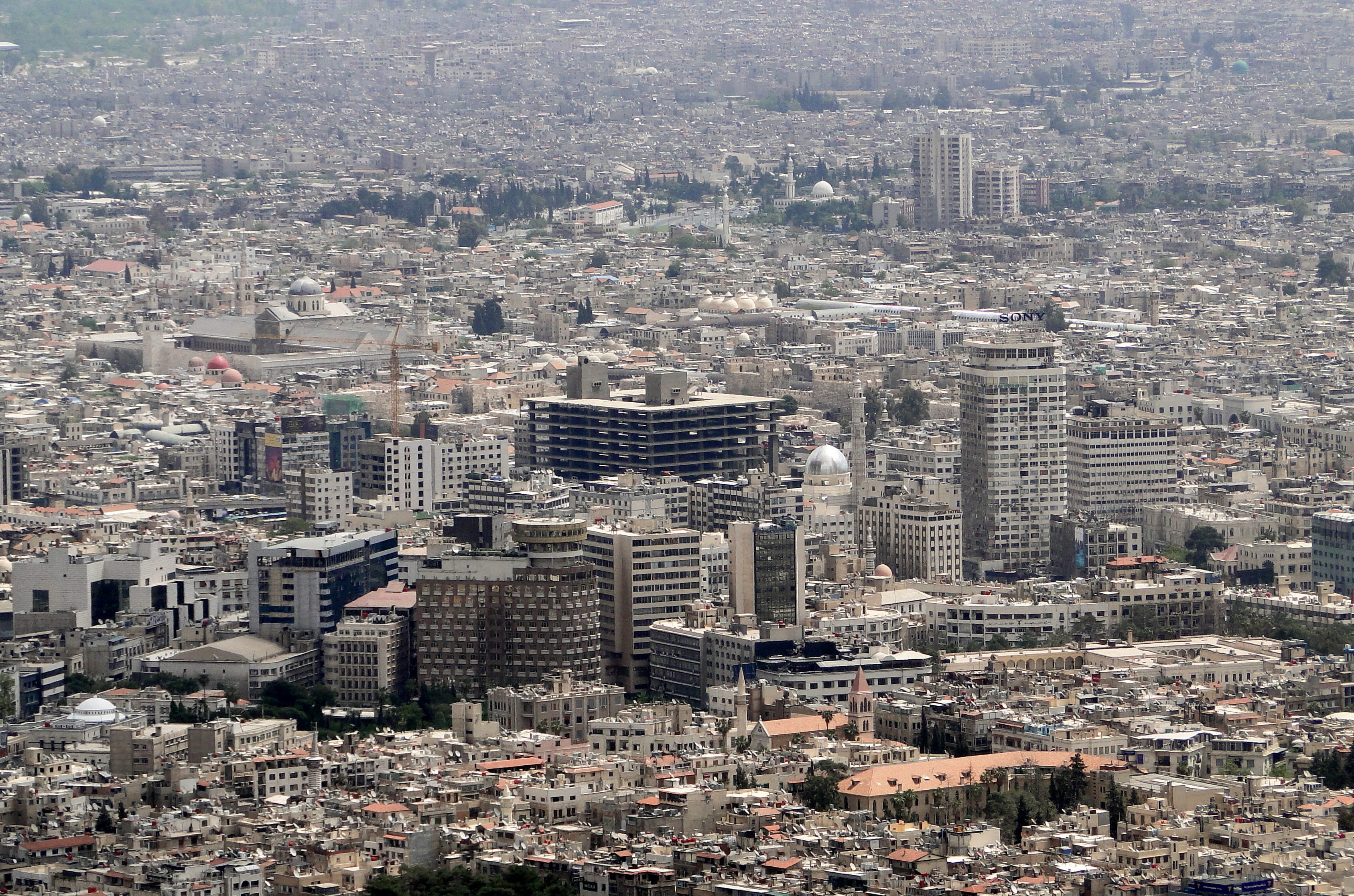

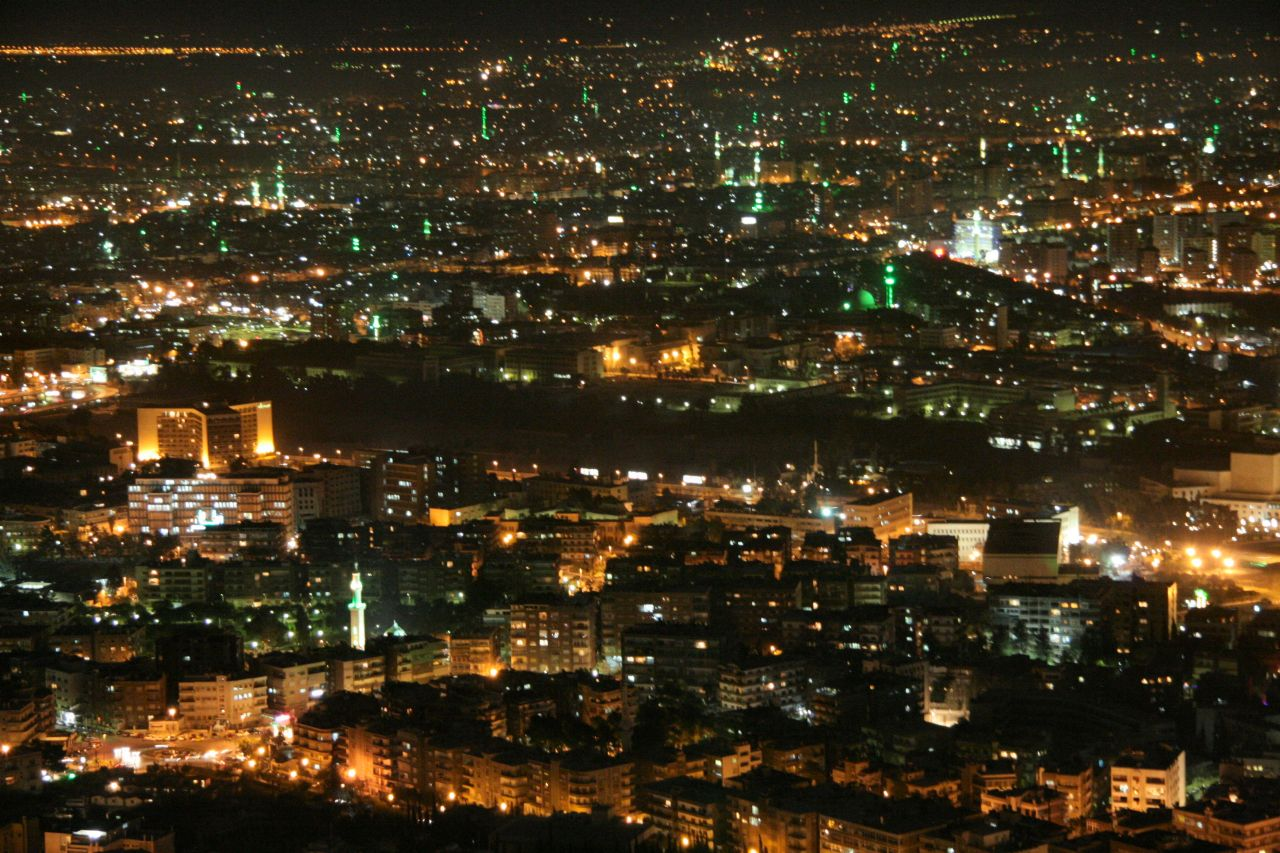
A város éjjel

## Múzeumok
- A nemzeti múzeumot 1919-ben alapították a régészek és a történészek. A múzeumban 4000 éves leleteket láthatunk.
- Damaszkuszi múzeum
- Katonai múzeum
- művészetek múzeuma

## Látnivalók
- Az óváros, melyet az UNESCO 1979-ben védetté nyilvánított.[4]
- Omajjád-mecset
- Omajjád tér
- Nemzeti Könyvtár
- Sayyidah Ruqayya-mecset
- Damaszkuszi Citadella

## Közlekedés, infrastruktúra

### Légi
Damaszkusz rendelkezik nemzetközi repülőtérrel, mely Szíria legnagyobb és legforgalmasabb repülőtere, a várostól 25 km-re délkeletre helyezkedik el. Hivatalosan az 1970-es években nyílt meg. Az utasforgalom folyamatosan nő. 2004-ben becslések szerint 3,2 millió utas fordult meg itt. A polgárháború miatt 2012 után ez a szám rendkívül lecsökkent, egészen 2017-ig.

### Közúti
A városból indul ki az M5-ös szíriai gyorsforgalmi autóút, autópálya. Damaszkuszt és Libanon fővárosát, Bejrútot az 1-es főút köti össze. Az M5-ös autópálya elő és külvárosi szakasza közepes mértékű háborús károkat szenvedett. Ezeket a károkat nagyrészt helyreállították. Damaszkuszban nagy az autóforgalom, gyakoriak a dugók.

## Oktatás

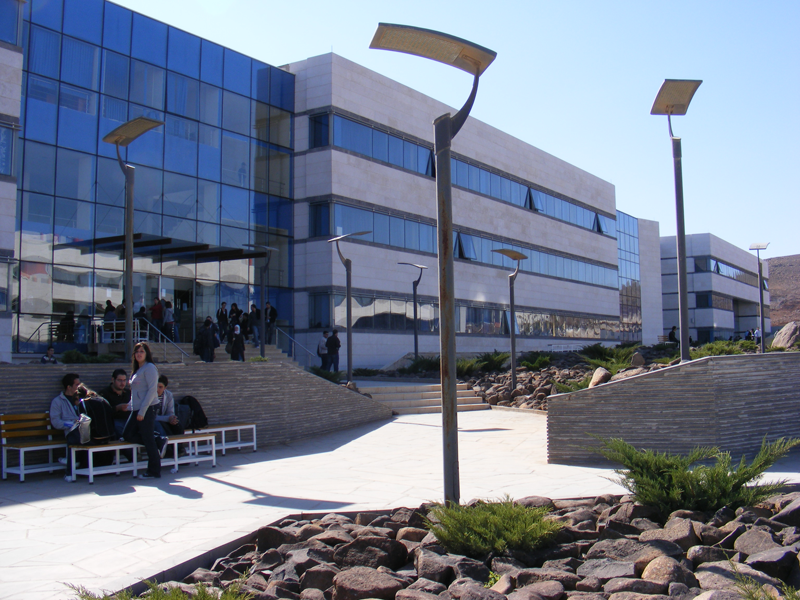
A Nemzetközi Egyetem kampusza

A damaszkuszi egyetemen jelenleg 85 000-en tanulnak. Az egyetem 1958-ig Szíria egyetlen egyeteme volt, mígnem megalapították az aleppói egyetemet.

## Testvértelepülések
- Buenos Aires, Argentína
- Dubaj, Egyesült Arab Emírségek
- Jereván, Örményország
- Isztambul, Törökország
- São Paulo, Brazília